# 阮迪民
阮迪民（1916年1月13日—2014年5月26日），浙江临安人。曾名狄民，中华人民共和国作家、新闻家。
早年考入浙江省立湘湖乡村师范学校，后投考山西民族革命大学。之后主编《政治工作》、《时事半月》，晋西事变后离开山西，奔赴延安，筹办抗战日报（后改为《晋绥日报》），担任主编。之后筹办《临汾人民报》（《晋南日报》），任总编辑。1949年3月，任延安《群众日报》社委和副总编辑。1949年，担任新华社甘肃分社社长，筹办《甘肃日报》。1949年9月，担任甘肃日报社长。1955年3月，任甘肃日报总编辑、甘肃人民广播电台台长。1952年，任中共甘肃省委宣传部副部长。1956年6月，任中共甘肃省委宣传部部长，1956年4月，兼任省委青委书记。1959年12月，任中共甘肃省委常委。文化大革命期间受到迫害。1977年，担任甘肃师范大学校长。1979年12月，任中共陕西省委党校副校长。1982年2月，担任中共陕西省委党校校长、党委书记。1984年3月，任中共陕西省委党校校长。1983年4月，任中共陕西省顾问委员会常委。2014年去世。